# Niall McGinn
Niall McGinn (* 20. července 1987, Dungannon, Severní Irsko, Spojené království) je severoirský fotbalový útočník a reprezentant v současnosti hrající za skotský klub Aberdeen FC.

## Klubová kariéra
- Dungannon Swifts FC 2005–2008
- Derry City FC 2008–2009
- Celtic FC 2009–2012
- →  Brentford FC (hostování) 2011–2012
- Aberdeen FC 2012–

McGinn hrál ve své fotbalové kariéře za kluby Dungannon Swifts FC (Severní Irsko), Derry City FC (Irsko), Celtic FC, Aberdeen FC (oba Skotsko), Brentford FC (Anglie).

## Reprezentační kariéra
Niall McGinn zaznamenal svůj debut za severoirský národní tým 19. 11. 2008 v přátelském utkání v Belfastu proti týmu Maďarska (prohra 0:2). Se svým týmem se mohl v říjnu 2015 radovat po úspěšné kvalifikaci z postupu na EURO 2016 ve Francii (byl to premiérový postup Severního Irska na evropský šampionát).
Zúčastnil se EURA 2016 ve Francii, kam jej nominoval trenér Michael O'Neill. Ve druhém utkání Severního Irska na turnaji 16. června proti Ukrajině přispěl gólem k výhře 2:0, šlo o premiérové vítězství Severních Irů na evropských šampionátech.